# Hòa thượng
Hòa thượng là một danh hiệu, chức danh dành cho Tăng sĩ Phật giáo.

## Nghĩa gốc
Hòa thượng (zh. héshàng 和尚[上], sa. upādhyāya, pi. upajjhāya, ja. ōshō, bo. mkhan po མཁན་པོ་), dịch âm Hán-Việt là Ưu-ba-đà-la, Ô-ba-đà-na (zh. 鄔波駄耶). Hòa thượng có những nghĩa sau:
1. Là bậc tôn sư thân cận dìu dắt các Sa-di hoặc Tỳ-kheo (Tỉ kheo, Tỳ khưu, Tỉ khâu), vì vậy cũng được gọi là Thân giáo sư (zh. 親教師) hoặc Lực sinh (zh. 力生). Trong thời gian đầu của Phật giáo tại Ấn Độ, người ta phân biệt hai vị thầy của một người mới nhập Tăng-già, đó là Hòa thượng và A-xà-lê (hoặc Giáo thọ, sa. ācārya, pi. ārcāriya). Hòa thượng là người dạy các đệ tử biết trì Giới, thực hành nghi lễ, và vị Giáo thọ là người giảng Pháp, ý nghĩa của kinh sách. Vì thế mà danh từ Hòa thượng đồng nghĩa với từ Luật sư hoặc Giới sư trong thời này.[1]
2. Vị trụ trì, Tăng sĩ Phật giáo. Ở Nhật Bản, từ nầy được phát âm theo nhiều cách khác nhau: Thiền tông gọi là ōshō, Thiên thai tông gọi là kashō, Chân ngôn tông gọi là washō.

## Tại Đông Á
Tại Đông Á và Nam Á, danh hiệu Hòa thượng là chức vị cao nhất mà một người tu hành có thể đạt được, cao hơn cả vị A-xà-lê. Muốn mang danh hiệu này một vị tăng phải đạt được những tiêu chuẩn đạo đức, thời gian tu tập (tuổi hạ).... và danh hiệu này được ban trong một buổi lễ long trọng. Danh từ này sau cũng được dùng chỉ những vị tăng cao tuổi, trụ trì một ngôi chùa và có đức hạnh, tư cách cao cả mặc dù chưa được chính thức phong hiệu.
Danh hiệu "Đại Hòa thượng" hay là "Đại sư" cũng thường được sử dụng trong Thiền tông để chỉ những vị Thiền sư. Theo những nghi thức tụng niệm trong một Thiền viện tại Nhật Bản, thiền sinh phải tưởng niệm đến hệ thống truyền thừa từ Phật Thích-ca Mâu-ni đến vị Lão sư (ja. rōshi) đang trụ trì và tụng danh hiệu của chư vị. Tên của chư vị thường được gài thêm danh hiệu "Đại Hòa thượng" phía sau để tăng thêm vẻ uy nghiêm, dù Phật giáo tại Nhật không có chế độ phân cấp các tu sĩ.

## Tại Việt Nam
Theo Hiến Chương Giáo hội Phật giáo Việt Nam Thống Nhất năm 1964 quy định thì những Tăng sĩ đã thọ giới Tỳ Kheo có tuổi đời từ 20 đến 40 tuổi là Đại Đức, từ 40 đến 60 tuổi đời là Thượng tọa và từ 60 tuổi đời trở lên có thể được tấn phong là Hòa thượng. Hòa thượng là các vị đã thọ Tỳ kheo giới và có 60 tuổi đời sắp lên, trong đó có 30 tuổi hạ, và phải qua một tiến trình đề cử và suy tôn của một đại hội toàn quốc hay do giáo lệnh của Đức Tăng thống phê chuẩn.
Hiện nay, theo quy định trong Hiến chương Giáo hội Phật giáo Việt Nam, "Được tấn phong Hòa thượng những Thượng tọa từ 60 tuổi đời, 40 tuổi đạo trở lên, có đạo hạnh, có công đức với Đạo pháp và dân tộc, do Ban Trị sự Tỉnh hội, Thành hội đề nghị lên Ban Thường trực Hội đồng Trị sự để xét duyệt, đệ trình Thường trực Hội đồng Chứng minh phê chuẩn, được Hội nghị Trung ương thông qua hay Đại hội Phật giáo toàn quốc tấn phong với một Nghị quyết và một giáo chỉ do Đức pháp chủ ban hành".
Bên cạnh đó, danh hiệu "Đại lão Hòa thượng" được dùng để gọi những vị Hòa thượng có tuổi đạo từ 60 năm trở lên tính theo hạ lạp, thông thường là 80 tuổi đời trở lên. Đối với người nữ xuất gia, chức vụ Ni Trưởng được xem là ngang hàng với chức vị Hòa thượng là các vị Ni sư có trên 60 tuổi đời và trên 40 tuổi đạo.